# Dawid Tomala
Dawid Tomala (* 27. srpna 1989 Tychy) je polský sportovní chodec. Jeho největším úspěchem je vítězství v olympijském závodě na 50 kilometrů na hrách v Tokiu konaných v roce 2021. Samotná chůze se kvůli vedrům v Tokiu konala v Sapporu a Dawid ji zvládl za 3:50:08, a je tedy patrně zároveň posledním vítězem padesátky na OH, protože od Paříže 2024 se počítá se závodem na 35 kilometrů. Jeho předchozí největší úspěch byl deset let starý, šlo o zlato z dvacetikilometrové trati na mistrovství Evropy do 23 let, které se konalo v Ostravě (původně skončil druhý, ale po diskvalifikaci Rusa Bogatyreva za doping se posunul na první místo). Je též trojnásobným mistrem Polska (2018, 2019, 2021). Zúčastnil se i olympijských her v Londýně roku 2012, kde skončil 19. v závodě na 20 km.